# Жумекен Нажимеденов
Нажимеденов, Жумекен Сабирович (каз. Нәжімеденов, Жұмекен Сабирұли, народився 28 листопада 1935 р., аул Кошалак, Західноказахстанська область, Казахська АРСР, РРФСР — помер 22 листопада 1983 р., 47 років, Алма-Ата, Казахська РСР) — казахський поет, прозаїк і перекладач. Автор слів сучасного Гімну Казахстану.

## Життєпис
Народився в аулі Кошалак (нині Курмангазинський район Атирауської області Республіки Казахстан).
Ріс і виховувався у свого діда — Нажимедена Стамгазієва. Саме він прищепив майбутньому поетові любов до слова, історії батьківщини, до традицій казахського народу, що значно вплинуло на розвиток його особистості.
У 1956-59 роках навчався в Казахській Державній консерваторії (нині Казахська Національна консерваторія імені Курмангази). Пізніше працював редактором видавництва «Жазушы» ("Письменник"), завідувачем відділу газети «Леніншіл жас» (Ленінська молодь), літконсультантом Спілки письменників Казахстану, редактором Держкомвидату, завідувачем відділу видавництва «Мектеп» (Школа).
Пісня "Мій Казахстан" написана у віці 21 року, в 1956 році в Алмати, в будинку відомої поетеси Гульсари Піржанової. Тоді ж на цей текст написав музику композитор  Шамші Калдаяков. Через чотири роки потому — вийшла чергова збірка «Ні, неможна забувати». У 1967 році  став лауреатом премії Ленінського комсомолу.
Загалом при житті Ж. Нажимеденова було опубліковано десять збірок поезій і поем, а також три романи — «Ақ шағыл» («Білі піски») (1973 рік), «Кішкентай» («Малий») (1975 рік), «Даңқ пен дақпырт» («Слава и чутки») (1978 рік).У другій половині п'ятдесятих - на початку шістдесятих років вірші Жумекена часто публікувалися в національній пресі. З шістдесятих років у видавництвах «Жазуші», «Жалин» вийшли його вірші та твори, три романи, перекладені книги.
Після кончини поета побачили світ ще десять збірників, куди увійшли ненадруковані за життя вірші, поеми, повісті, романи, статі, переклади і дев'ять кюїв. Його твори були перекладені і надруковані багатьма мовами.
11 січня 2006 року цю пісню  вперше було виконано як Державний гімн країни під час вступу на посаду Президента Казахстану Нурсултана Назарбаєва .